# Toni Lindberg
Toni Lindberg (Ruotsinpyhtää, 23 settembre 1985) è un ex calciatore finlandese, di ruolo difensore.

## Carriera

### Club
Lindberg cominciò la carriera con squadre militanti nelle serie inferiori del campionato finlandese, quali Villisiat, Kajo e e Kuusankoski. Passò poi al MyPa, formazione per cui giocò 80 partite nella Veikkausliiga (con 7 gol) e 4 in Europa League. Fu poi ingaggiato dagli uzbeki del Mash'al, nel 2012. Nello stesso anno, passò ai norvegesi dell'Alta: debuttò nell'Adeccoligaen in data 12 agosto 2012, quando fu titolare nel successo per 3-2 sul Bryne. Il 31 gennaio 2013, passò al KooTeePee.